# USTA Tennis Classic of Troy 2012
Lo USTA Tennis Classic of Troy 2012 è stato un torneo di tennis facente parte della categoria ITF Women's Circuit nell'ambito dell'ITF Women's Circuit 2012. Il torneo si è giocato a Troy (Alabama) negli Stati Uniti dall'8 al 14 ottobre 2012 su campi in cemento e aveva un montepremi di $25,000.

## Vincitori

### Singolare
Stéphanie Dubois ha battuto in finale  Sharon Fichman con il punteggio di 3–6, 6–4, 6–3

### Doppio
Angelina Gabueva /  Arina Rodionova hanno battuto in finale  Sharon Fichman /  Marie-Ève Pelletier con il punteggio di 6–4, 6–4